# Zofia Dudek (1905–1993)
Zofia Emilia Dudek z d. Studencka (ur. 2 grudnia 1905 w Żywcu, zm. 28 lutego 1993 tamże) – polska nauczycielka i dyrektorka szkoły, instruktorka ZHP, członkini konspiracyjnej drużyny ZHP „Mury”, działaczka PCK, więźniarka obozu koncentracyjnego dla kobiet w Ravensbrücku (nr obozowy 3638).

## Życiorys
Urodziła się 2 grudnia 1905 roku w Żywcu. Jej rodzice, Jan Studencki i Elżbieta z d. Czernin, byli rzemieślnikami.
W 1923 roku ukończyła Państwowe Żeńskie Seminarium Nauczycielskie w Białej Krakowskiej, a przed rokiem 1939 ukończyła jeszcze Seminarium Nauczycielskie ze specjalnością geografia z biologią.
Początkowo pracowała jako nauczycielka w szkole podstawowej na terenie powiatu częstochowskiego. W lutym 1938 roku przeniosła się do Publicznej Szkoły Podstawowej nr 1 w Stryszawie, gdzie założyła pierwszą drużynę zuchową.

### II wojna światowa
Po wybuchu II wojny światowej część mieszkańców uciekła, w tym także dyrektor szkoły, w której pracowała. Bez zgody okupanta postanowiła otworzyć własną szkołę, co nastąpiło pod koniec września 1939 roku. Uczyła w niej postaw antyfaszystowskich, co ściągnęło na nią uwagę Gestapo. 16 kwietnia 1940 roku została aresztowana w drodze i przewieziona do Bielska, skąd trafiła do więzienia w Cieszynie. Wyrokiem z 25 maja 1940 roku została jako „wróg publiczny” deportowana do obozu koncentracyjnego dla kobiet w Ravensbrücku. Otrzymała nr obozowy 3638.
Pracowała w kuchni obozowej dla więźniów, gdzie poznała inne więźniarki – łódzkie harcerki: Janinę Krieger i Annę Burdównę, które zwerbowały ją do konspiracyjnej drużyny ZHP „Mury”. Złożyła przyrzeczenie harcerskie i rozpoczęła działalność konspiracyjną. Wspierała chorych, m.in. dzieląc się zawartością paczek od męża. Starała się również – wraz z innymi harcerkami – nadać obozowemu życiu pozory normalności: czytały literaturę, organizowały tańce, dbały o higienę, co miało inspirować pozostałe kobiety.
20 listopada 1944 roku została przeniesiona z pracy w kuchni do Bartch, w fabryce samolotów Heinkla. Harcerki spotkały tam nastoletnie dziewczyny, które uczyły pisać i czytać. W kwietniu 1945 załoga fabryki została ewakuowana, a w nocy 2/3 maja 1945 roku strażnicy i gestapowcy uciekli, dzięki czemu więźniarki odzyskały wolność.

### Po wojnie
Do domu w Żywcu powróciła 30 maja 1945. Podróżowała za pomocą przypadkowych pojazdów i pieszo.
Została skierowana do pracy w Publicznej Szkole Podstawowej w Żywcu-Zabłociu. W czasie choroby kierownika szkoły Bogusława Wrońskiego była odpowiedzialna za prowadzenie placówki (1956–1957). W 1957 roku został wybrany nowy dyrektor – Władysław Talik, a w roku 1958 Zofia Dudek została mianowana wicedyrektorem. W latach 1962–1963 nadzorowała prace związane z otwarciem nowego budynku, co ostatecznie miało miejsce w 1964 roku; 19 stycznia odbyło się uroczyste otwarcie, a 20 stycznia pierwsze lekcje.
Słownik Biograficzny Żywiecczyzny twierdzi, że po śmierci Władysława Talika została dyrektorem placówki, co miało nastąpić 27 października 1967 roku, natomiast na stronie szkoły znajduje się informacja, że stanowisko dyrektorki piastowała w latach 1961–1969.
1 września 1969 przeszła na emeryturę. Pracowała jednak jeszcze przez 3 lata na 1/2 etatu.
Przez cały okres pracy jako nauczycielka była opiekunką Koła PCK. Przeszkoliła ok. 2 tys. dzieci, które po egzaminie otrzymywały zaświadczenia ukończenia szkolenia sanitarnego I stopnia. Otrzymała za to Odznaki Honorowe PCK: IV stopnia (1964) i III stopnia (1969).
Przez cały okres pracy jako nauczycielka działała też w ZHP. Założyła drużynę zuchową, która obok drużyny prowadzonej przez Jerzego Ruśniaczka w szkole podstawowej przy ulicy Zielonej dała początek ruchowi zuchowemu w powiecie żywieckim. W 1957 roku została zaliczona w poczet instruktorów ZHP. Po 25 latach pracy w harcerstwie otrzymała Honorową Odznakę „Zucha”.
Zmarła 28 lutego 1993 roku. Spoczywa na Cmentarzu Przemienienia Pańskiego w Żywcu.

## Odznaczenia
- Honorowa Odznaka „Zucha” – w uznaniu za 25 lat w harcerstwie[1]
- Odznaka Honorowa PCK IV stopnia (1964)[1]
- Odznaka Honorowa PCK III stopnia (1969)[1]
- Złoty Krzyż Zasługi[1]

## Upamiętnienie
W 1989 roku w budynku Szkoły Podstawowej nr 1 w Żywcu została wmurowana pamiątkowa tablica poświęcona zasłużonym nauczycielom: Bronisławowi Wrońskiemu, M. Mieszczak, Zofii Dudek.